# Ngompro
Ngompro is een bestuurslaag in het regentschap Ngawi van de provincie Oost-Java, Indonesië. Ngompro telt 2669 inwoners (volkstelling 2010).